# Blohm + Voss
Блом + Фосс (нім. «Blohm + Voss») — німецька суднобудівна, авіабудівна та інженерна компанія, зі штаб-квартирою в Гамбурзі, дочірнє підприємство ThyssenKrupp Marine Systems. Заснована в 1877 році, до 1965 назва компанії відображалася як «Blohm & Voss».

## Історія

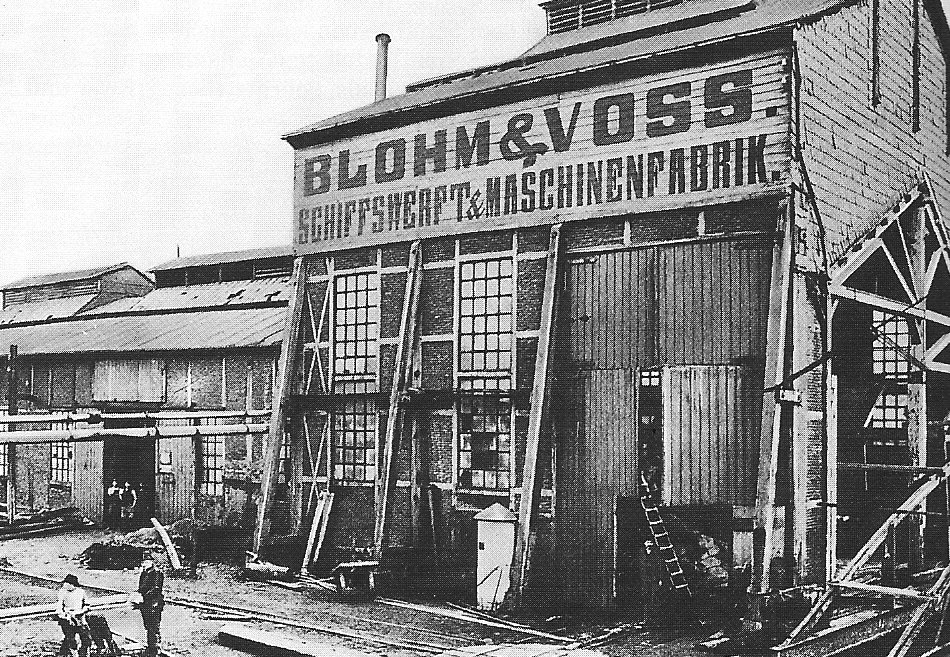
Blohm & Voss у 1877

Компанію засновано 5 квітня 1877 року німецькими інженерами Германом Бломом (нім. Hermann Blohm, 1848—1930) та Ернстом Фоссом (нім. Ernst Voss, 1842—1920). Верф площею 15 тис. м² на три стапеля, два з них для суден до 100 метрів завдовжки, була побудована на острові Кувердерхафен (нім. Kuhwerderhafen), поруч із містом Гамбург. Перший корабель — барк «Флора» (нім. Flora), виготовлено для замовника «Martin Garlieb Amsinck», Гамбург. Судно було спущено на воду 21 грудня 1880 року.
На межі XIX та XX століть компанія починає будувати у великій кількості військові кораблі на замовлення Кайзерліхмаріне. Першим кораблем був легкий крейсер «Кондор» (нім. Condor), спущено зі стапеля 15 листопада 1892 року.
У 1905 році площа верфі була розширена до 560 тис. м². Корабельня мала у своєму розпорядженні найбільший у світі закритий док для будівництва суден, завдовжки до 320 м і 40 м у ширину, та портальний кран вантажопідйомністю 250 тонн. У 1906 році «Blohm & Voss» володіла сухим доком вантажопідйомністю 46 тис. тонн та найбільшим плавучим доком у світі. У 1911 році збудовано верф Путилівського заводу в Санкт-Петербурзі, Російська імперія. Компанія при будівництві корпусів суден почала першою використовувати зварювання замість заклепок.
За часів Веймарської республіки компанія виконувала переважно цивільні замовлення. Військові кораблі, що були закладені під час Першої світової війни, не були добудовані. Одним з найвідоміших тогочасних виробів «Blohm & Voss» був пасажирський турбінний лайнер «Європа» (1928, замовник «Norddeutscher Lloyd»), який здобув престижну нагороду «Блакитна стрічка Атлантики».
З приходом до влади у 1933 році Адольфа Гітлера було розпочато масштабне переозброєння Німеччини. Компанія почала отримувати величезні державні замовлення. «Blohm & Voss», яка до цього спеціалізувалася на суднобудуванні, почала проєктувати та будувати також і літаки. 4 липня 1933 року засновано авіаційний підрозділ компанії, що отримав назву «Hamburger Flugzeugbau». Повернувшись на початку 1934 року з Японії, Ріхарда Фогта змінив на посаді головного конструктора «Hamburger Flugzeugbau» Райнгольда Мевеса (нім. Reinhold Mewes). Перші літаки мали індекс «Ha», але у вересні 1937 року підрозділ було перейменовано на «Abteilung Flugzeugbau der Schiffswerft Blohm & Voss», отже індекс був змінений на «BV». Із продукції компанії особливо слід відзначити літаючі човни, а також оригінальні конструкторські розробки, наприклад літаки асиметричних конструкцій.
У першій половині XX століття верф була однією з найпотужніших у світі. Попри те, що «Blohm & Voss» після закінчення Другої світової війни була майже повністю зруйнована, у 50-х роках XX століття компанія спромоглася відновити виробництво та з часом повернутися на провідні позиції на світовому ринку.
Тепер «Блом + Фосс» спеціалізується на будівництві суден для комерційних клієнтів, військових кораблів як для ВМС Німеччини (нім. Bundesmarine), так і на експорт, а також нафтовидобувного обладнання.

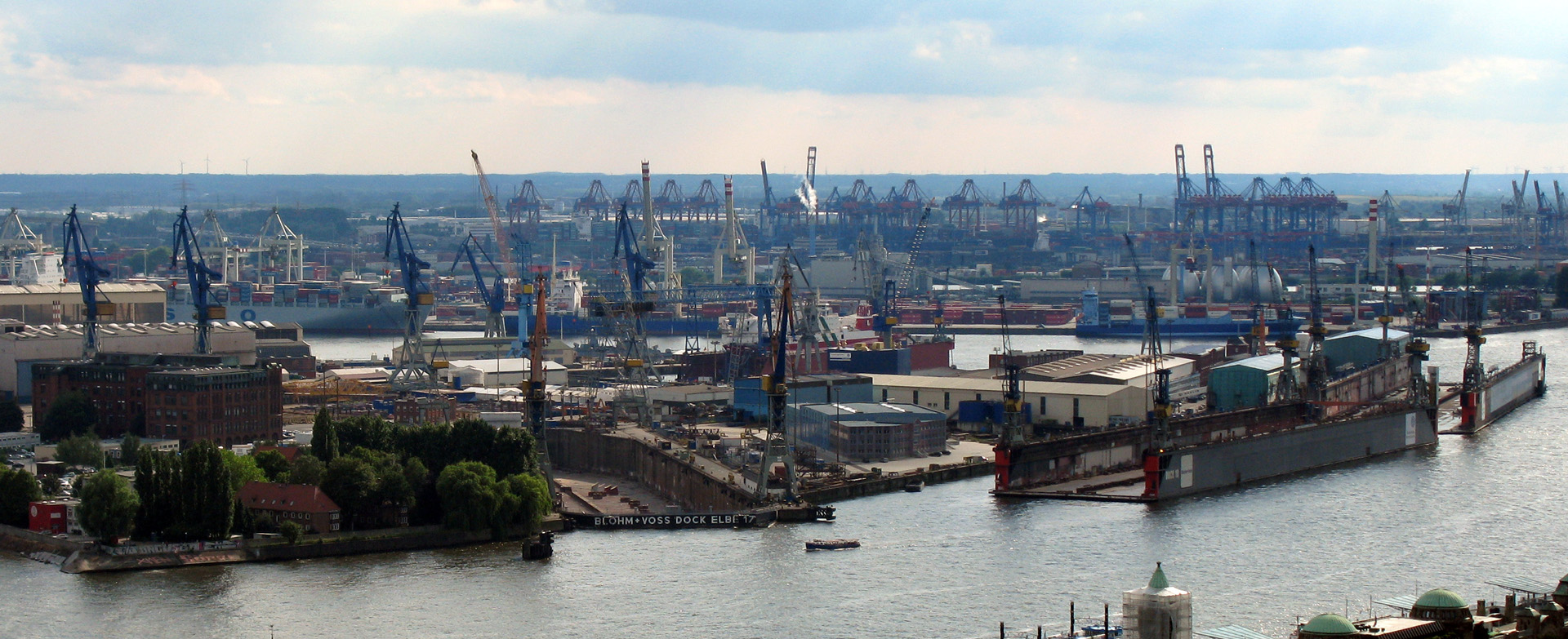
Blohm + Voss у 2009

## Кораблі(неповний список)

### Пасажирські та торгові

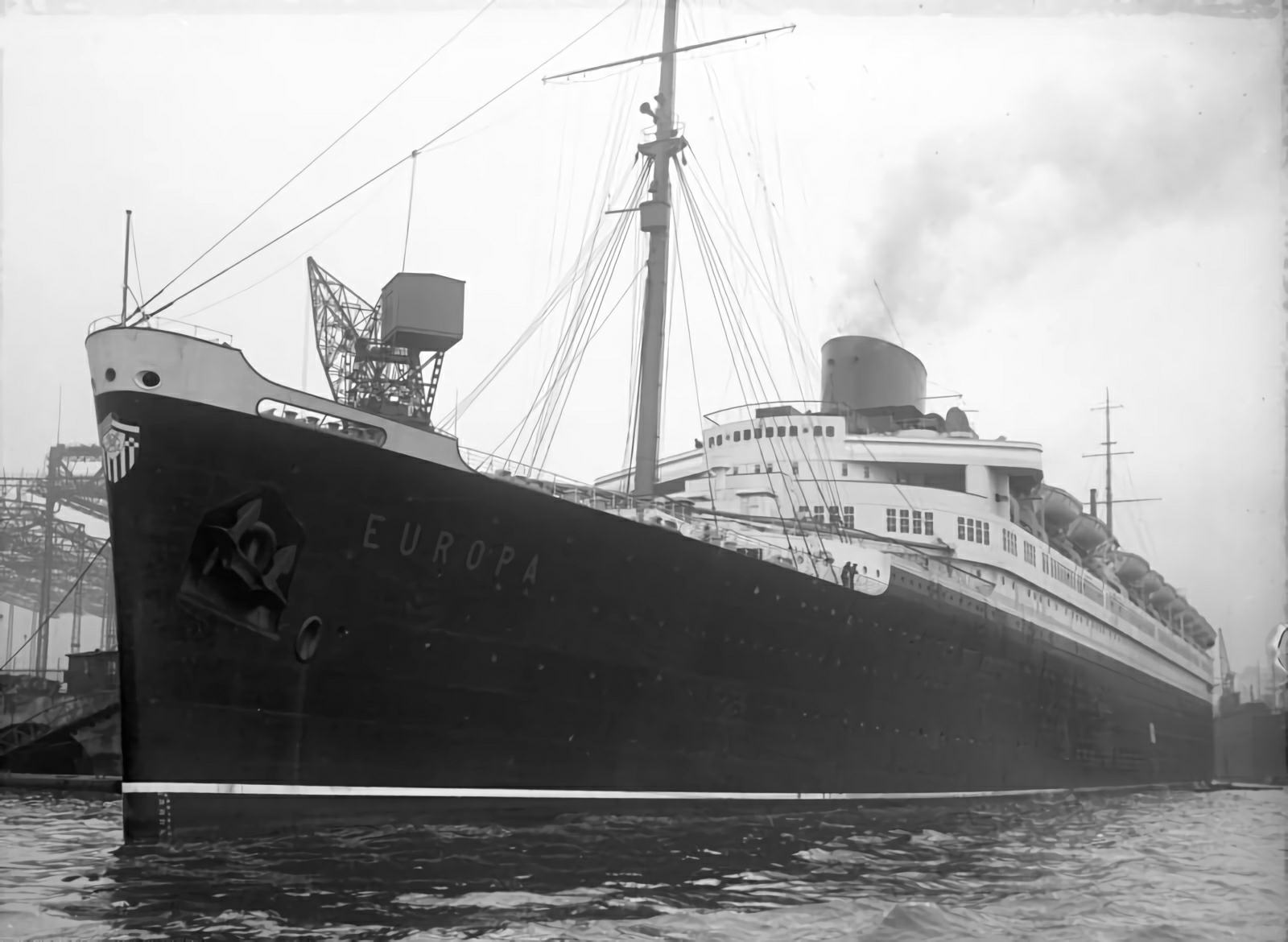
«Європа» в порту Гамбурга, 1930

- «Європа», пасажирський пароплав (нім. Europa), 15 серпня 1928
- «Вільгельм Ґустлофф» (нім. Wilhelm Gustloff), 16 березня 1938

### Військові
- «Кельн», легкий крейсер (нім. Cöln), 5 жовтня 1916
- «Адмірал Гіппер», важкий крейсер (нім. Admiral Hipper)
- «Бісмарк», лінкор (нім. Bismarck), 14 лютого 1939

### Підводні човни
Типи: UB, UC, VII, XVII, XXI, XXVI.

## Літаки Blohm & Voss

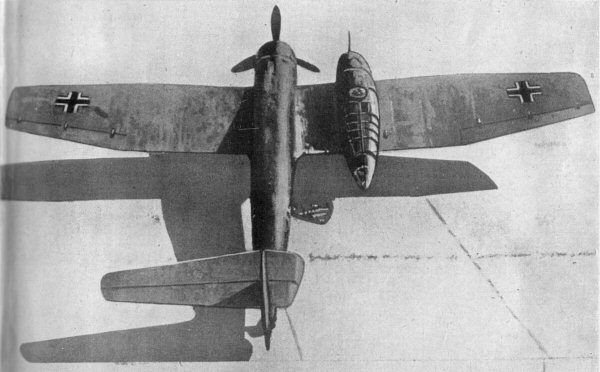
Blohm & Voss BV 141

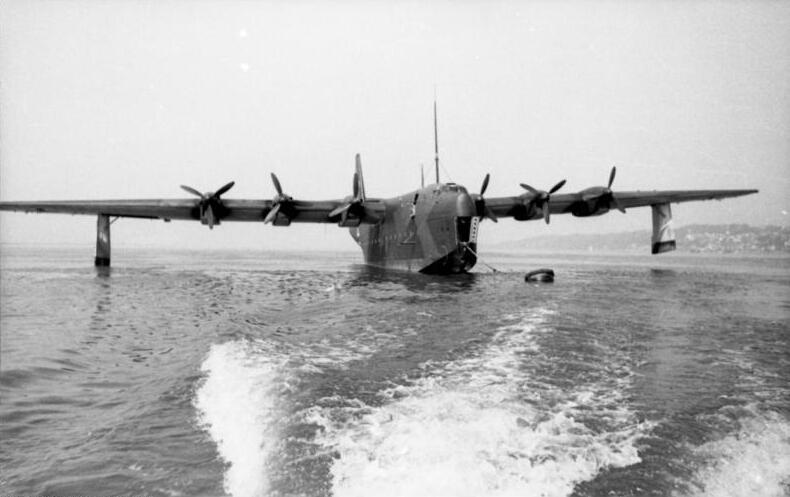
Blohm & Voss BV 238

- BV 40 — планер-винищувач
- Ha 137 — пікіруючий бомбардувальник (прототип)
- BV 138 — літаючий човен — дальній розвідник
- Ha 139 — поплавковий поштовий літак та, під час війни — далекий морський розвідник
- Ha 140 — поплавковий бомбардувальник-торпедоносець (прототип)
- BV 141 — тактичний розвідник (асиметричний)
- BV 142 — далекий морський розвідник та транспортник
- BV 144 — транспортний
- BV 155 — висотний винищувач-перехоплювач
- BV 170 — бомбардувальник
- P 194 — штурмовик
- BV 222 «Wiking» — транспортний літаючий човен
- BV 226 — планеруюча авіаційна бомба
- BV 238 — багатоцільовий важкий літаючий човен (прототип)

## Сучасні кораблі
- «Eclipse» (укр. «Затемнення») — моторна яхта